# Valnieja
Ozero Volneja (ryska: Озеро Волнея) är en sjö i Belarus.   Den ligger i voblasten Vitsebsks voblast, i den norra delen av landet, 260 km nordost om huvudstaden Minsk. Ozero Volneja ligger 168 meter över havet. Arean är 0,24 kvadratkilometer. Den sträcker sig 0,6 kilometer i nord-sydlig riktning, och 0,8 kilometer i öst-västlig riktning.
Omgivningarna runt Ozero Volneja är en mosaik av jordbruksmark och naturlig växtlighet. Runt Ozero Volneja är det glesbefolkat, med 10 invånare per kvadratkilometer.